# Jan Hanlo
Johannes Bernardus Maria Raphael (Jan) Hanlo (Bandung, Nederlands-Indië, 29 mei 1912 – Maastricht, 16 juni 1969) was een Nederlandse dichter en schrijver.

## Levensloop

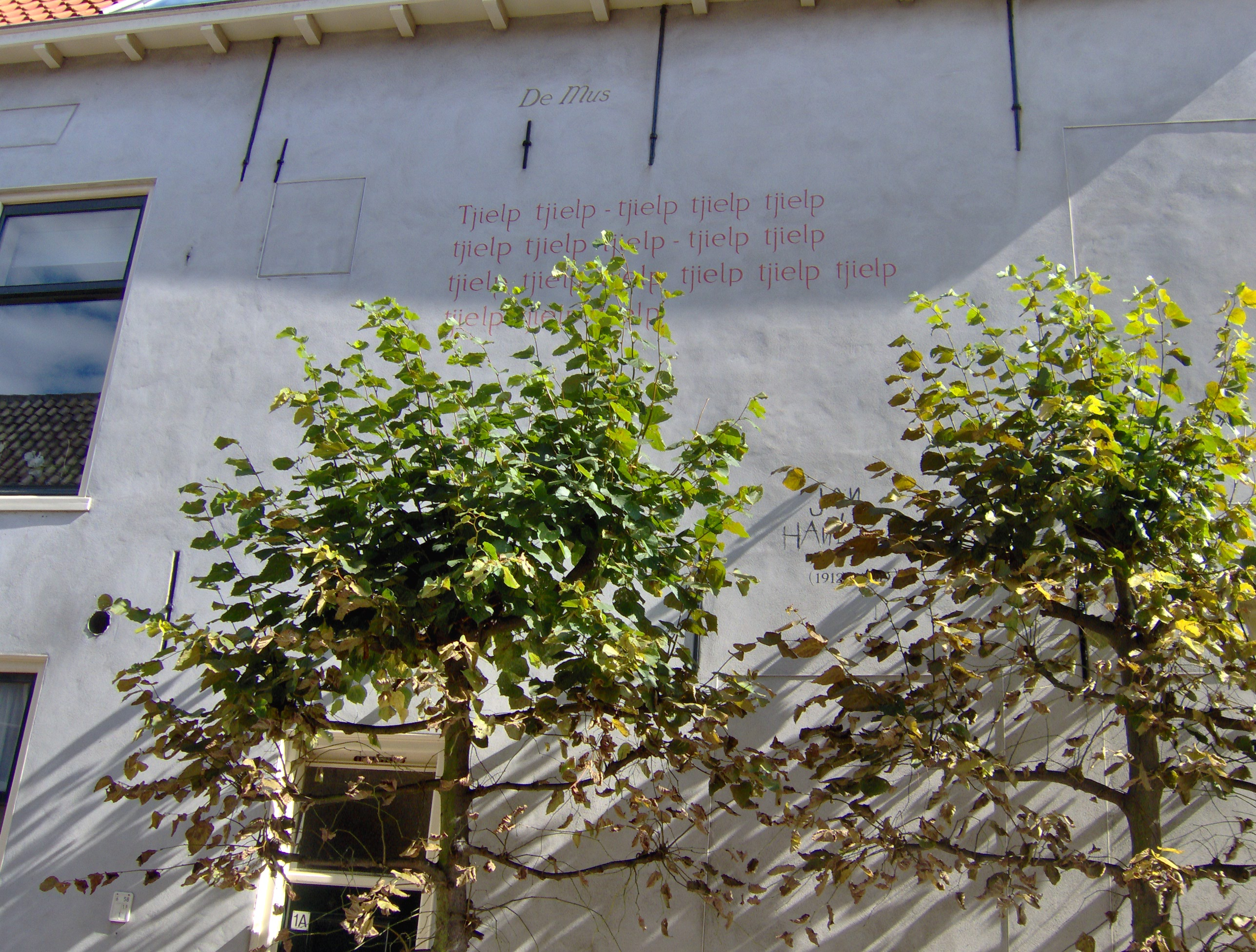
Het gedicht De mus op de zijmuur van het gebouw aan de Nieuwe Rijn 107, Leiden

Hanlo was een zoon van Bernardus Maria Josephus Hanlo, voorzitter van de Landraad te Bandung, en van Anna Lucretia Gerarda Maria Crobach, dochter van de Deurnese gemeentearts. Zijn ouders waren op 1 september 1909 te Deurne gehuwd. Jan had vermoedelijk een ouder, doodgeboren zusje, dat in 1910 in Bandoeng geboren moet zijn.
Nog in het jaar van zijn geboorte gingen zijn ouders uit elkaar en kwam zijn moeder met Jan terug naar Deurne, waar hij een gelukkige jeugd beleefde. Hij woonde in bij zijn grootvader Pieter Jan Hubert Crobach, gemeentearts te Deurne, en grootmoeder Lucretia Anna Maria Crobach-Fenseling, in landhuis Rozenberg op de hoek van de Stationsstraat en Lage Kerk. In 1927 verhuisde Hanlo naar Valkenburg nabij Maastricht.
In 1942 voerde een studie psychologie hem naar Amsterdam. Tot 1958 woonde hij voornamelijk in die stad. De ziekte van zijn moeder deed hem echter besluiten definitief naar Valkenburg terug te keren. Na haar overlijden bleef hij tot zijn dood in Valkenburg wonen, in het poortwachtershuisje van de Geerlingshof in Strabeek.
Hanlo wordt wel tot de Vijftigers gerekend, maar hij was binnen dat gezelschap een buitenbeentje, zoals hij eigenlijk op ieder gebied een buitenbeentje was.
Vanaf 1944 schreef Hanlo gedichten, waarvan met name Oote de aandacht trok. Dit klankgedicht (Hanlo sprak zelf van “kinderbrabbeltaal”) verscheen in 1952 in het door het Rijk gesubsidieerde tijdschrift Roeping. Het blad Elsevier besteedde daar aandacht aan en het VVD-Eerste Kamerlid Willem Carel Wendelaar stelde vervolgens Eerste Kamervragen over de subsidie aan het blad dat Hanlo's “infantiel gebazel” publiceerde. Dat leverde veel publiciteit op.
De rest van Hanlo's oeuvre is over het algemeen minder avant-gardistisch dan Oote. Schoonheid en (kinderlijke) onschuld zijn terugkerende thema's. Vanaf het einde van de jaren vijftig legde hij zich vooral toe op proza.
Hanlo's bescheiden oeuvre werd postuum uitgebreid met onder meer Zonder geluk valt niemand van het dak, dat gaat over de periode in 1947 toen hij wegens een psychose was opgenomen in een psychiatrische kliniek. Ook verscheen het brievenboek Go to the mosk, waarin vooral zijn pedofiele geaardheid aan bod komt. Eind jaren zestig voerde die geaardheid hem naar Marokko, waar men volgens Hanlo wat makkelijker over die dingen dacht. Hij kreeg een relatie met de dertienjarige Mohamed en nam de jongen mee naar Nederland. Mohamed werd echter alweer snel naar Marokko uitgewezen.
Twee weken later botste Hanlo in Berg en Terblijt met zijn Vincent Rapide motorfiets tegen een plotseling van richting veranderende landbouwtractor. Hanlo overleed twee dagen later aan de gevolgen. De helm die hij bij zijn ongeluk droeg wordt permanent tentoongesteld in het Haags Literatuurmuseum. Zijn lichaam werd begraven op het kerkhof van Broekhem. Op de grafsteen stond aanvankelijk een verkeerde overlijdensdatum. Deze is zichtbaar hersteld.
Ongeveer twee derde van Hanlo's correspondentie werd in 1989 in boekvorm uitgegeven. Daaruit blijkt onder andere welke gewetensproblemen zijn seksuele geaardheid hem opleverde. Behalve homoseksueel pedofiel was Hanlo namelijk gedurende zijn gehele leven belijdend katholiek.

## Naleven

### Biografisch
- In 1991 maakte achternicht Barbara Hanlo de film Jan Hanlo, en die man ben ik zelf. De film ging in première op het Nederlands Film Festival in Utrecht.
- Hans Renders publiceerde in 1998 een biografie van Hanlo, waarin hij bij de dichter een Peter-Pancomplex vaststelt. Ook stelt hij dat Hanlo tijdens zijn opname in 1947 gecastreerd zou zijn.

### Literair eerbetoon
- In 1999, dertig jaar na het overlijden van Hanlo, werd de Jan Hanlo Essayprijs ingesteld, op initiatief van Hans Renders en Barbara Hanlo. De prijs wordt tweejaarlijks uitgereikt aan enkele essayisten.
- De Boekenweek van 2009 kreeg het motto 'tjielp tjielp - de literaire zoo', naar aanleiding van het gedicht De Mus (1949), dat uit een herhaling van het woordje "tjielp" bestaat.

### In de muziek
- Karel Eykman gebruikte strofen uit Hanlo's gedicht Jossie voor het refrein van een lied dat hij schreef voor het kinderprogramma J.J. De Bom voorheen De Kindervriend. Het lied ging over een kind dat in het geheim verliefd is op zijn oom. Harry Bannink schreef de muziek voor dit lied. De tekst van dit lied is opgenomen in Eykmans bundel Wie verliefd is gaat voor uit 1982.
- Op het album Betaalde liefde (1985) van de Amsterdamse band Tröckener Kecks verwijst het lied Go to the Mosk naar een liefdesverhouding als in de gelijknamige roman van Hanlo. Met solo van Hans Dulfer.
- De cd Koning Jan (1993) van Jan Rot opent met Vers, een door hem op muziek gezette bewerking van Hanlo's gelijknamige gedicht.
- Componist Tom America bracht in 1997 de cd Tjielp tjielp uit met daarop zeventien gedichten van Hanlo tot lied bewerkt. De cd werd in 2009 opnieuw uitgebracht met drie extra stukken, waaronder Notentijd, een op noten gezet gesprekje van Jan Hanlo met een Valkenburgs jongetje.

### In de openbare ruimte
- In 1997 besloten B&W van Valkenburg een hofje op de plek van het afgebroken poorthuisje, waar Jan Hanlo woonde, naar hem te noemen. De toekomstige bewoners protesteerden. De Jan Hanlohof is er nooit gekomen: de straatnamencommissie van Valkenburg durfde de confrontatie niet aan. Het hofje is vervolgens het Stiena Ruypers Park genoemd naar de Valkenburgse Stiena Ruypers, de eerste vrouwelijke wethouder van Nederland. De dichter Wiel Kusters gaf in 2002 een publicatie uit getiteld Jan Hanlohof, zodat het hofje er op een bepaalde manier toch gekomen is. In zowel Den Haag als Almere bestaat er wel een Jan Hanlostraat.
- Hanlo's gedicht Zo meen ik dat ook jij bent staat op een van de muren van het Nationale Museum voor Natuurlijke Historie van Bulgarije in Sofia. De plaatsing gebeurde in juli 2004 en was het gevolg van een initiatief van Henriette J.C.M. van Lynden-Leijten, destijds Nederlands ambassadeur in Bulgarije. Diverse Europese landen zorgden in de periode daarop in Sofia voor een muurgedicht van een van hun dichters.
- Sinds 2016 kent Valkenburg-Houthem een Jan Hanlo Poëziepad. De naar de schrijver vernoemde wandelroute met gedichtenzuilen, een initiatief van de stichting Dichter in Beeld, begint achter de beeldentuinen van het kasteelhotel op landgoed Château St. Gerlach. De tocht voert via Hanlo's kleine portierswoning naar het kerkhof te Valkenburg aan de Geul waar de dichter begraven ligt.

### Tijdens zijn leven verschenen
- The varnished - Het geverniste (1951)
- Het vreemde land (1951)
- Oote (1952)
- Maar en toch (1957) (essay)
- Verzamelde Gedichten (1958)
- In een gewoon rijtuig (1966)
- Moelmer (1967)

### Postuum verschenen
- Go to the Mosk (1971)
- Zonder geluk valt niemand van het dak (1972)
- Mijn benul (1974), G.A. van Oorschot, Amsterdam, waarin opgenomen
  - Gesprek met Jan Hanlo in mei `1954 door Adriaan Morrien
  - Moelmer
  - Mijn benul
  - (losse) Teksten
- Brieven 1931–1962 (1989)
- Brieven 1963–1969 (1989)
- De Mus (2009)